# Жорницька сільська рада
| Жорницька сільська рада — колишній орган місцевого самоврядування у Іллінецькому районі Вінницької області з адміністративним центром у с. Жорнище. Сільській раді були підпорядковані населені пункти: - с. Жорнище - с. В'язовиця - с. Шевченкове |

## Склад ради
Рада складалася з 16 депутатів та голови.

## Керівний склад сільської ради
| ПІБ                           | Основні відомості                                                               | Дата обрання | Дата звільнення |
| ----------------------------- | ------------------------------------------------------------------------------- | ------------ | --------------- |
| Притула Юрій Володимирович    | Сільський голова, 1971 року народження, освіта, безпартійний                    | 26.03.2006   | 31.10.2010      |
| Мохнатюк Олексій Афанасійович | Сільський голова, 1965 року народження, освіта середня спеціальна, безпартійний | 31.10.2010   |                 |

Примітка: таблиця складена за даними джерела